# Christian Schulz
Christian Schulz (Bassum, 1. travnja 1983.) je bivši njemački nogometaš i trener koji trenutačno radi u omladinskoj školi Hannovera.
Schulz se bremenskom Werderu pridružio 1995. godine, a u Bundesligi je debitirao 15. veljače 2003. godine kao zamjena u susretu s Nürnbergom. Iako je izjavio da ne želi napustiti Bremen, ipak se, 30. kolovoza 2007. godine, odlučio preseliti u Hannover 96 za 2,5 milijuna eura.

## Trofeji
Werder Bremen
- Bundesliga (1): 2003./04.
- Njemački kup (1): 2003./04.
- Njemački Liga kup (1): 2006.

Sturm Graz
- Austrijski kup (1): 2017./18.

## Vanjske poveznice
- Profil na Transfermarktu
- Profil na Soccerwayu